# Prohydata popayanaria
Prohydata popayanaria är en fjärilsart som beskrevs av Paul Dognin 1901. Prohydata popayanaria ingår i släktet Prohydata och familjen mätare. Inga underarter finns listade i Catalogue of Life.